# Операция «Вирбельвинд»
«Смерч» (Wirbelwind) — название немецкой наступательной операции, проходившей с 11 по 21 августа 1942 года.
Место проведения: территория Думиничского, Ульяновского и Сухиничского районов современной Калужской области.
Участники: с немецкой стороны: 2-я танковая армия (41-й танковый корпус и 53-й армейский корпус) в составе 10 дивизий и отдельных подразделений ещё 3 дивизий (26 пд, 52 пд, 56 пд, 134 пд, 296 пд, часть 211 пд, 119 мп 25 мд и 9, 11, 17, 19 и 20 тд с 35 тп 4 тд, 202 и 600 дшо), ударная группировка насчитывала около 50 тысяч человек и 500 танков.
С советской стороны: 16-я армия с приданными объединениями: 10-й танковый корпус генерал-майора т/в Буркова В. Г. и 1-й гвардейский кавалерийский корпус генерал-майора Баранова В. И., и 61-я армия с приданным объединением: 3-й танковый корпус генерал-майора т/в Мостовенко Д. К.
Цель операции: окружение советских войск на «Сухиничском выступе», их разгром и наступление через Козельск и Калугу.
Начало операции планировалось на 9 августа 1942 года, но было отложено на два дня из-за затяжных дождей.

## 11 августа 1942 г
16-я армия частью сил вела оборонительные бои с противником силою до пяти батальонов пехоты, перешедшим в 06.00 11.8 в наступление и к 10.00 занявшим выс. 153,5, Карайнов, Ляцы (34 — 36 км сев.-вост. и вост. Жиздра). Во второй половине дня 11.8 противник был выбит из захваченных им пунктов и потеснен на запад. Бои шли на переднем крае обороны. (…)
5 гв. ск, передав участок обороны частям 31 гв. сд, 385 и 97 сд, готовился к переходу в новый район. 31 гв. сд занимала оборону на рубеже (иск.) Запрудное, Котовичи, Выдровка, Ленинский, Поляки (40 км вост. Людиново).
324 сд, восстановив положение, занимала прежние рубежи обороны.
322 сд вела бой с прорвавшимся противником в районе зап. Ляцы.
61-я армия частью сил вела оборонительные бои с противником, перешедшим в 06.00 11.8 в наступление из района Дудоровский, Мелихово, Ивановка, Блинов, Поздняково (20 км юго-зап. Белев). Атаки противника, наступавшего из районов Дудоровский, Мелихово, Поздняково, к 16.00 11.8 были отбиты. В районах Ивановка, Блинов противник силою свыше пехотной дивизии и до 150 танков продолжал развивать наступление в направлении Маровка. Отдельные группы танков с мотопехотой к 19.00 11.8 прорвались в район Сметская, Речица.

## 12 августа 1942 г
16-я армия левофланговыми частями вела бои с противником, закрепившимся на восточном берегу р. Рессета.
322 сд к 16.00 12.8 вела бой с пехотой и 15 танками противника в районе западнее Ляцы, Холмищи. Подбито 6 танков противника. Противник оказывал сильное огневое сопротивление и неоднократно переходил в контратаки.
1 гв.кк частями 1 гв. кд и 6 гв. тбр к 16.00 12.8 выбил противника из Слободка, Сметская, Кумово (33 — 30 км зап. Белев). Бой шел за овладение Старица, Речица, Дебри.
61-я армия на флангах занимала прежнее положение, в центре вела упорные оборонительные бои с противником силою до двух пд и до 200 танков.
346 сд частью сил вела оборонительный бой в районе Кумово, другой частью сил вела бой на рубеже Красногорье, Песоченка (35 — 28 км сев.-зап. Болхов). Положение частей дивизии уточняется.
110 сбр, 149 сд, 12 гв. сд, 3 тк и 68 тбр вели упорные оборонительные бои с пехотой и танками противника на рубеже Госьково, Железница, Леоново, Передель (34 — 28 км сев.-зап. Болхов). Положение остальных частей армии оставалось без изменений.

## 13 августа 1942 г

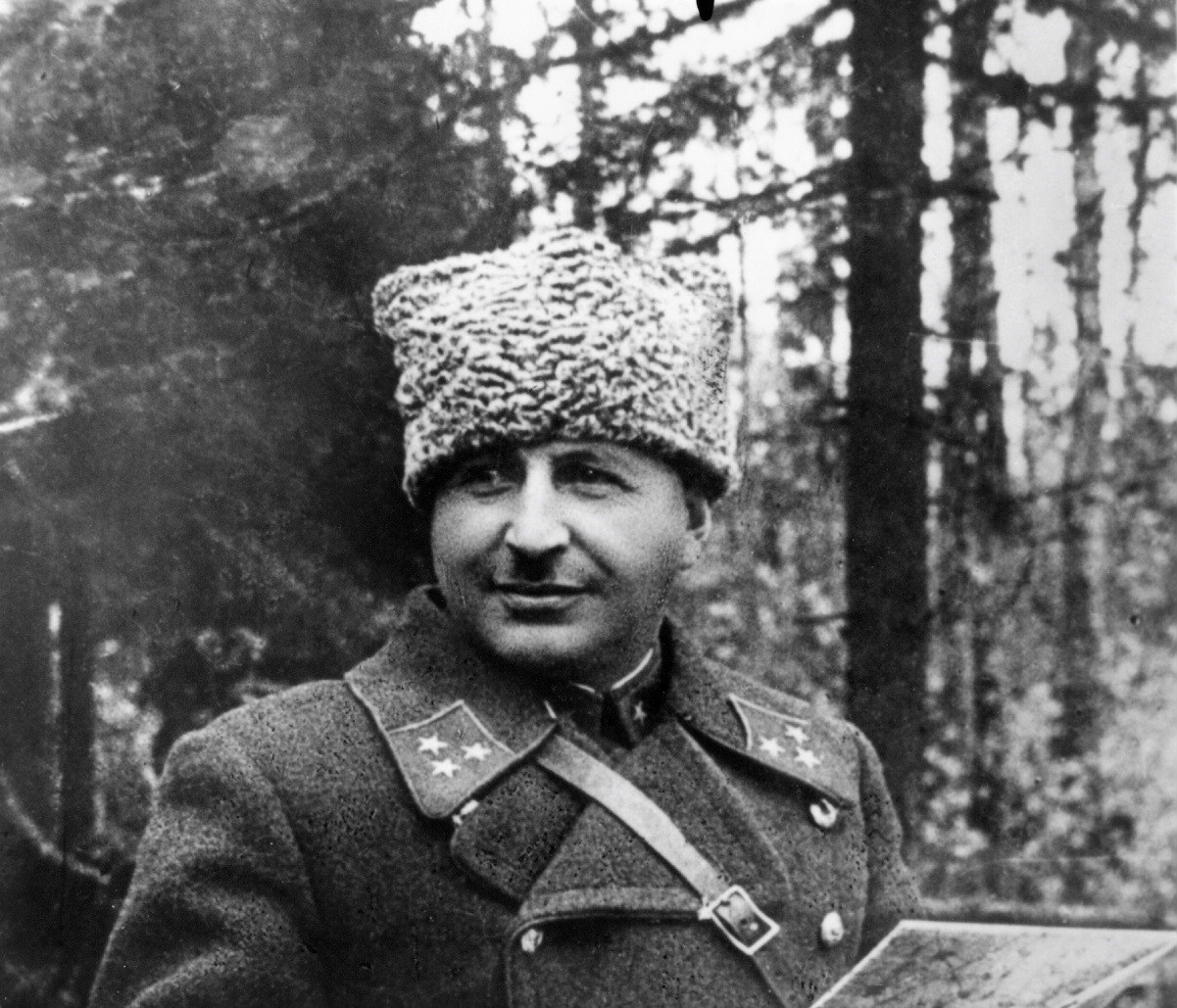
Командующий 16-й армией генерал-лейтенант И. Х. Баграмян

16-я армия левофланговыми частями вела напряженные бои с противником, вклинившимся в глубину нашей обороны.
322 сд остановила наступление противника на участке от устья р. Рессета до Карайнов.
350 сд с подразделениями 346 сд атаковала противника в Ульяново-1 и −2 и заняла эти пункты.
1 гв. кк во взаимодействии с частями 10 тк вел напряженные бои восточнее Старица, Белый Верх, Дебри.
Части армии после упорных боев оставили Холмищи, Вязовна, Желябово, Красный Октябрь, Старица.
61-я армия правофланговыми частями (110 сбр, 249 сд, 12 гв. сд, 343 сд, 3 тк и 68 тбр) выполняя задачу по овладению Сорокино, к 21.00 13.8 вели бой на фронте Мызин, Госьково, Железница, Передель (26 км юго-вост. Ульяново-1). Противник, после неудавшейся попытки прорваться к Вейно, Белев, вел огневой бой и подтягивал резервы.
По предварительным данным частями 16-й и 61-й армий в боях за 11-12.8 уничтожено до двух полков пехоты, до 60 танков и 100 автомашин противника.

## 14 августа 1942 г
16-я армия левофланговыми частями продолжала вести упорные бои с противником, вклинившимся в глубину нашей обороны.
322 сд совместно с частями 7 гв.кд к 19.00 14.8 вела упорные оборонительные бои на рубеже безым. выс. (южн. Чернышено), Свобода, южная опушка леса (сев.-вост. Желябово, 34-42 км сев.-вост. Жиздра).
2 гв. кд, понеся большие потери, в 15.00 14.8 под давлением противника оставила Красный Октябрь, сев. окр. Никитское и вела бой на северных окр. Дубна, Жилково (48 км сев.-вост. Жиздра).
1 гв. кд вела бой на рубеже сев. окр. Перестряж, Волосово (32 км зап. Белев). Противник овладел Волосово, откуда его части прорвались к Колосово. Бой шел на южной окраине Колосово.
10 тк вел бой на рубеже Дубна, Перестряж. Части корпуса к 14.00 14.8 были атакованы в районе Починок противником силою до пп с 50 танками и отошли на Серая (30 км юго-зап. Козельск). 183 тбр корпуса вела бой с 60 танками противника в районе Панево, Жилково.
11 гв. сд занимала район Восты.
Части 387, 350 и 346 сд в ночь на 14.8 с рубежа Холмищи, Медынцево с боями прорвались в лес севернее Красный Октябрь, понеся большие потери.
В боях за 10.8 — 13.8 уничтожено 2250 немцев и 19 танков противника.
61-я армия на правом фланге силами ударной группы (3 тк, 110 сбр, 342 сд и 68 тбр) продолжала наступление в направлении Сорокино (30 км юго-зап. Белев) и вела бои на рубеже Мызин, Богдановка, Госьково, сев. окр. Железница, овладев Широкий; в центре частями 12 гв. сд и 149 сд отразила несколько контратак противника; на левом фланге занимала прежние позиции.
Отряд майора Карпенко (346 сд), численностью в 1200 человек занимал рубеж (иск.) Мушкань, (иск.) Сметская.
Частями армии за время боев с 11.8 по 14.8 уничтожено свыше 7 тыс. солдат и офицеров, 100 танков и 80 автомашин противника. Взято в плен 11 солдат, принадлежащих 26, 296 пд и 20 тд противника.

## 15 августа 1942 г
16-я армия левофланговыми частями продолжала вести бои с наступавшей пехотой и танками противника. Противник в первой половине дня 15.8 овладел Гретня, Глинная, Восты, Колосово, Бело-Камень (30 — 22 км юго-зап. Козельск). Попытки отдельными группами форсировать р. Жиздра в районах Гретня и Восты, огнем наших частей были отбиты с большими для противника потерями. Дальнейшее наступление его остановлено.
322 сд с частями 7 гв. кд удерживала рубеж отм. 153,5, Мал. Вязовенка, Озерны, поляна 2 км зап. Паневский.
Части 2 гв. кд атаковали противника с юга и во второй половине дня 15.8 овладели Гретня.
11 гв. сд занимала оборону по северному берегу р. Жиздра на участке (иск.) Гретня, Павлово, отбивая попытки противника развивать наступление на север.
1 гв. кк, 4 сбр, 10 тк, 1 гв. кд и 112 тбр вели бои на рубеже Полошково, Поляны, южная опушка леса, что южнее Дретово, уничтожая танки противника, прорвавшихся в Дретово (20 км юго-зап. Козельск).
32 тбр сосредоточилась в лесу юго-вост. Колодези в готовности к обороне переправы в Гретня.
На правом фланге армии противник активности не проявлял.
61-я армия частями правого фланга в течение 15.8 отражала контратаки противника, стремившегося переправиться на восточный берег р. Вытебеть в районах Госьково, Озерна (25 км юго-зап. Белев). Противник в 14.00 15.8 занял Передель (20 км юго-зап. Белев). Все атаки противника в направлении Госьково, Озерна были отбиты нашими частями.
110 сбр, 12 гв. сд, 50 и 51 тбр, отразив пять контратак противника, продолжали обороняться на рубеже южная опушка леса (1 км вост. Мызин), Госьково, Озерна, сев.-вост. окр. Железница, Брежнево, 8 марта (15 км юго-зап. Белев).
257, 108 сбр и 356 сд занимали прежнее положение. Положение остальных частей армии уточняется.

## 16 августа 1942 г
16-я армия левофланговыми частями в течение дня 16.8 продолжала вести ожесточенные оборонительные бои с танковыми и пехотными частями противника на рубеже Гретня, Восты, Поляна, Дретово (24 — 30 км южн. и юго-вост. Сухиничи). Противник силою до пп с танками в 08.00 16.8, наступая с юго-востока, занял Гретня, но контратакой частей 11 гв. сд и 1 гв. кк в 09.30 был выбит из этого населенного пункта. Уничтожено до батальона пехоты и 2 танка противника.
4 сбр, части 10 тк, 1 гв. кк и 112 тбр вели упорные бои на рубеже Поляна и лес южнее Дретово. Противник силою до пп с 40 танками овладел лесом, что южнее Дретово. По уточненным данным за 14.8 уничтожено свыше 1800 немцев. Подбито и уничтожено 57 танков противника.
61-я армия на правом фланге и в центре в течение дня 16.8 продолжали вести ожесточенные оборонительные бои с танковыми и пехотными частями противника на рубеже Кричина, Кумово, Евгениев, Мызин, Громоздово и Передель. Противник в первой половине дня 16.8 занял Кричина (20 км юго- зап. Козельск), но контратакой наших частей в 13.00 был выбит из этого пункта.
3 тк с частями 342 сд, 192 тбр к 18.00 16.8 вел наступление в направлении Мушкань, Кумово, Евгениев, Сметские Выс. В полосе наступления корпуса за день 16.8 уничтожено 10 танков и 500 солдат и офицеров противника. В положении остальных частей армии существенных изменений не произошло.

## 17 августа 1942 г
16-я армия левофланговыми частями с утра 17.8 продолжала вести оборонительные бои с танковыми и пехотными частями противника на рубеже Коща, Гретня, Восты (29 км юго-вост. Сухиничи). Противник силою до полка пехоты с танками, наступая с юго-востока, вновь овладел Гретня. Свыше батальона пехоты противника переправилось на северный берег р. Жиздра в районе 1 км сев.-зап. Гретня.
Части 322 сд в результате атак противника к исходу 17.8 оставили Озерны.
7 гв. кд с частью сил 322 сд занимали оборону по левому берегу р. Жиздра на рубеже (иск.) Чернышено, устье р. Коща (25 км южн. Сухиничи).
11 гв. сд с 32 тбр, занимая прежние позиции, вела бой с переправившейся пехотой противника через р. Жиздра в районе Гретня, Восты.
10 тк и 4 сбр вели бой с наступавшим противником из района Полошково, Кутиково в направлении Поляна (30 км юго-вост. Сухиничи). Отдельные группы пехоты с танками противника ворвались на южную окраину Поляна. Бои шли в этом пункте.
2 гв. кд к исходу 16.8 сосредоточилась в лесу 1 км южнее Шемякино.
146 тбр сосредоточилась в лесу 2 км юго-вост. Глупеево (22 км юго-вост. Сухиничи).
387 сд заняла оборону на рубеже (иск.) Ивановка, юго-зап. окр. Колодезы.
350 сд сосредоточилась в лесу юго-зап. Бугровка.
61-я армия
3 тк с частями 342 сд, 105 сбр с утра 17.8 вел наступление в направлении Кумово, Евгениев (28 км зап. Белев) и к исходу дня 17.8 занял Сметские Выселки.
Части 110 сбр и полк 149 сд, отражая атаки противника, силою до пп с 15 танками, вели бой в населенных пунктах Госьково, Озерна (22 км юго-зап. Белев). Противник во второй половине дня 17.8 занял западную часть Озерна.
257, 108 сбр и 356 сд занимали оборону на рубеже Касьяново, Митрохин, Бобрики, Михнево (25 км южн. Белев).
12 иптбр к утру 17.8 вышла в район Трошна, Волосово (17 км южн. Козельск).
Положение остальных частей армии оставалось без изменений.

## 18 августа 1942 г
16-я армия левофланговыми частями с 14.00 18.8 вела ожесточенные бои с танковыми и пехотными частями противника, переправившимися на северный берег р. Жиздра на участке Коща, Гретня, Восты.
322 сд на левом фланге вела бой в районе восточнее Коща и 1 км восточнее Притычино (23 км южн. Сухиничи).
11 гв. сд, 32 тбр и подразделения 350 сд очистили от противника северный берег р. Жиздра в районе 1 км сев.-зап. Гретня. Части дивизии в 19.40 18.8 вели бои с противником силою до полка пехоты с 25 танками в районе восточнее Гретня и силою свыше полка пехоты с 10 танками в районе 1,5 — 2 км севернее Восты.
Положение остальных частей армии оставалось без изменений.
61-я армия.
3 тк, части 342 сд и 105 сбр, наступая в юго-западном направлении, в 17.00 18.8 вели бой вблизи Кумово, Евгениев и в лесу западнее Сметские Выселки (29 км зап. и юго-зап. Белев).
110 сбр с 568-м сп 149-й сд к 17.00 18.8 вела упорный оборонительный бой с противником силою до полка пехоты с 20 танками, наступавшим в направлении Грынь (18 км юго-зап. Белев), оставив Госьково, Озерна и Озеренский. Противник к 20.00 вышел на рубеж МТФ (3 — 4 км южн. Озеренский), сев. окр. Озерна и занял высоту 245,7 (20 км юго-зап. Белев). Контратаками подразделений 479 сп 149 сд противник был выбит из МТФ, Озерна и отброшен на сев. окр. Госьково. В положении остальных частей армии изменений не произошло.

## 19 августа 1942 г
16-я армия. 385, 97 и 324 сд обороняла прежние рубежи и вели разведку.
2 гв. кд с батальоном 324 сд занимала оборону на рубеже лес вост. и южн. Климово (23 км южн. Сухиничи).
322 сд, 7 гв. кд и 6 тбр занимали оборону по левому берегу р. Жиздра на участке (иск.) Чернышино, устье р. Коща (25 км южн. Сухиничи).
Отдельные отряды 350 и 387 сд оборонялись на рубеже (иск.) р. Коща, (иск.) Гретня.
11 гв. сд и 32 тбр оборонялись по левому берегу р. Жиздра на рубеже Гретня, Павлово.
18 августа противник разгромил штаб 11-й гвардейской дивизии, а 19 августа — запасной командный пункт. Под предлогом того, что у него расстройство желудка, командир дивизии П. Н. Чернышов самовольно оставил свою часть и выехал в деревню Коньшино, которая находилась в 11 километрах от линии фронта. Командование армии приняло решение отдать Чернышова под суд Военного трибунала Западного фронта, однако никаких мер в отношении него не последовало.
326 сд с 146 тбр и части 9 тк контратаковали пехоту и танки противника численностью до 80 единиц, прорвавшиеся в район Алешинка, Остроганка, Клинцы. Во второй половине дня 19.8 танковые части противника, разбитые нашими частями в этом районе, отошли в лес юго-восточнее Алешинка. Бой продолжался.
10 тк, 4 сбр, 1 гв. кд, 112 тбр и 9 иптбр занимали оборону на рубеже Поляна, Дретово.
61-я армия частью сил в течение дня 19.8 вела бой за Кумово (24 км зап. Козельск), Озеренский, Госьково, Озерна (20 км юго-зап. Белев), но успеха не имела.
3 мсбр, 103 и 51 тбр оборонялись на рубеже Булатово (16 км юго-зап. Козельск), (иск.) Бело-Камень. В положении остальных частей армии изменений не произошло.

## 20 августа 1942 г
16-я армия на правом фланге и в центре обороняла прежние позиции, на левом фланге вела оборонительный бой с пехотой и танками противника, наступавшими из районов Гретня, Восты на север и одновременно частью сил наносила контрудар по частям противника, прорвавшимися в лес южнее Алешинка и в район Озерны.
324 сд обороняла ранее занимаемые позиции и огнем рассеяла группу пехоты противника, пытавшуюся вести разведку из района Клинцы в северном направлении.
1 гв. кк. 7 гв. кд двумя полками, переправившись на восточный берег р. Жиздра, перешла в наступление на Озерны и к 12.00 20.8 вела бой на рубеже 2 км сев.-вост. и вост. Чернышено.
2 гв. кд, форсировав р. Жиздра на участке Коща, Притычино, наступала в восточном направлении, но в результате контратаки противника силою до полутора полков пехоты, к 12.00 20.8 отошла в исходное положение.
Части 5 гв. ск вели упорные оборонительные бои с противником, наступавшим силою до двух пп с 15 танками из района Гретня на Колодезы и силою до полка пехоты из района Восты в направлении Клинцы.
326 сд и 146 тбр отразили атаку противника силою свыше двух батальонов пехоты с 13 танками в направлении Колодезы и к 13.00 20.8 вели бой по уничтожению противника в лесу южнее Алешинка.
Группа генерал-майора Трубникова (10 тк, 4 сбр, 112 тбр, 1 гв. кд, 9 иптбр), обороняя прежние позиции, вела бой с противником, пытавшимся прорваться к переправам через р. Жиздра у Дретово. В лесу южнее Дретово наблюдалось сосредоточение до полка пехоты и 30 — 40 танков противника.
385 сд, 31 гв. сд и 94 тбр вышли из состава войск армии.
61-я армия в течение 20.8 боевых действий не вела и продолжала оставаться на ранее занимаемых позициях. 149 сд (без сп), 192 тбр и часть сил 110 сбр с 68 тбр сосредоточены в новых районах.

## 21 августа 1942 г
16-я армия на правом фланге и в центре обороняла прежние позиции, на левом фланге вела бои с пехотой и танками противника в лесу южнее Алешинка (21 км юго-вост. Сухиничи). Во второй половине дня 21.8 противник силою 60 танков атаковал Алешинка. Огнем наших частей атака танков противника была отбита в этом районе. В бою подбито до 30 танков противника.
97 и 324 сд обороняли ранее занимаемые позиции.
1 гв. кк с 322 сд частью сил в ночь на 21.8 отбивал попытки противника вести разведку в районах Чернышино, Коща.
11 гв. сд занимала оборону на сев. берегу р. Жиздра на рубеже Гретня, (иск.) Павлово (22 км юго-зап. Козельск) и огнем воспрещала подход противника к переправам через р. Жиздра в районах Гретня, Восты.
350 сд обороняла рубеж, что в 2 км юго-зап. Павлово, Павлово, Бавыкино.
326 сд с 32 тбр и 146 тбр вели бои с противником в районе Алешинка. Положение остальных частей армии оставалось без изменений.
61-я армия продолжала оставаться на ранее занимаемых позициях и производила частичную перегруппировку сил. Части 12 гв. сд выбили противника из Громоздово.

## Потери сторон

#### Германия
2-я танковая армия потеряла за период 11 — 20 августа 1942 года 2159 человек убитыми, 9550 раненными и 354 пропавшими без вести.
Захвачено в плен 12714 советских бойцов и командиров, а 613 перешло на сторону немцев добровольно.

#### СССР
16-я и 61-я Армии предположительно потеряли до 40000 человек.
Погибшие похоронены в братских могилах: с. Чернышено, с. Вёртное (умершие от ран), Богдановы Колодези, Алёшинка.

## Последствия
В декабре 1942 г. Гитлер сказал: Наша крупная ошибка в этом году было наступление против Сухиничи. Это был пример с заголовком: таким образом нельзя проводить наступление. Где они (армейское и корпусное командование) только вообще могли атаковать, они атаковали вместо того, чтобы сосредоточиться на узком (участке) и затем быстро прорваться с 5 танковыми дивизиями. Мы направили примерно 500 танков под Сухиничами. Однако, они (армейское и корпусное командование) умудрились распылить силы. Это «очень доблестное» деяние. (Helmut Heiber: Hitlers Lagebesprechungen: Die Protokollfragmente seiner militärischen Konferenzen 1942—1945. Stuttgart 1962, S. 92. Vgl. Wegner, S. 910.)